# Multiplicación de los panes y los peces

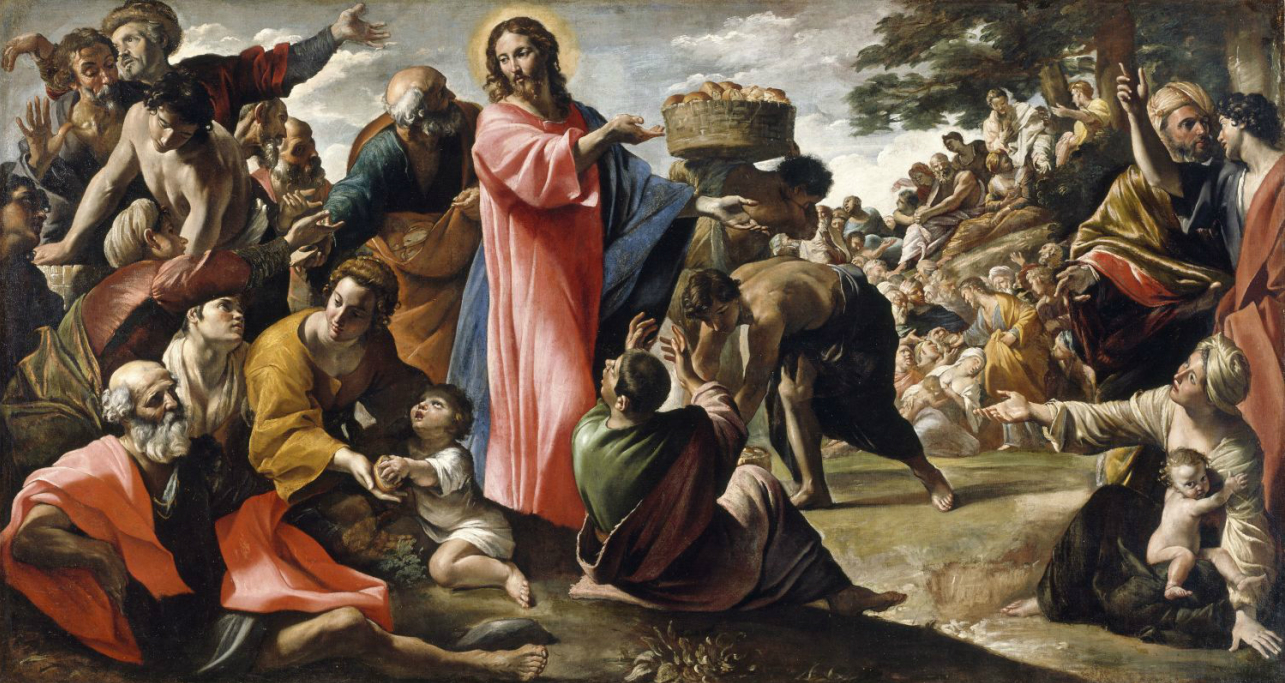
Milagro de los panes y los peces, de Giovanni Lanfranco. Óleo sobre tela, 1620-1623. Galería Nacional de Irlanda.

La multiplicación de los panes y los peces es uno de los  milagros de Jesús quien, con una pequeña cantidad de comida, fue capaz de dar de comer a muchas personas.
El suceso está contado seis veces en los Evangelios: los cuatro evangelistas describen la primera, en que cinco mil hombres son saciados con cinco panes y dos peces; Mateo el Apóstol y Marcos, además, relatan la segunda, en que cuatro mil hombres se alimentan de siete panes y "unos pocos pescados".
Este milagro tiene fuertes signos mesiánicos, proféticos y litúrgicos; al igual que el episodio del camino hacia Emaús.
La primera multiplicación de los panes puede apreciarse en cuatro textos “paralelos”, escrito por cada uno de los cuatro evangelistas. En el Evangelio de Mateo está en el capítulo 14, versículos 13 a 21. En Marcos: capítulo 6.30-44   . En Lucas: capítulo 9, vers. 10-17 . En Juan: 6.1-15 .

## Contexto en el Nuevo Testamento
Los tres Evangelios Sinópticos explican —y Juan deja entrever— que este episodio sucedió justo después de la muerte de Juan el Bautista. Su ejecución fue ordenada por el tetrarca Herodes Antipas para cumplir una promesa hecha a su hijastra Salomé. La decapitación y posteriormente la llegada de la cabeza del profeta en una bandeja de plata sucedieron durante un suntuoso banquete por el cumpleaños del gobernante. Opuesta a la opulencia de Herodes está el banquete que celebra Cristo: es el signo del Banquete Celestial (Lc 14.15 y siguientes).

## Primera multiplicación

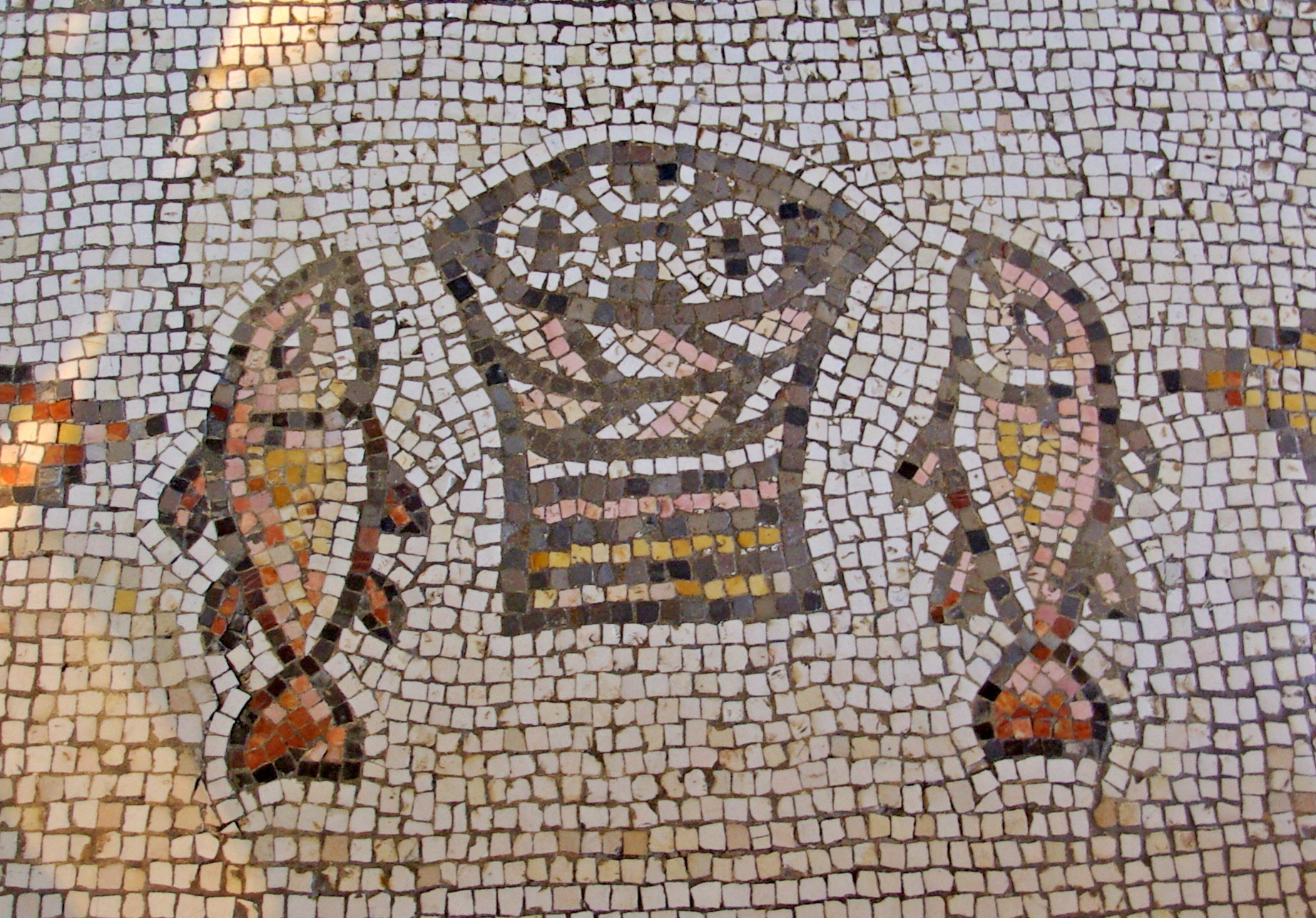
Mosaico de una iglesia en Tabgha, Israel.

Jesús recibió la noticia del asesinato de Juan el Bautista. Apenado, cruzó en una barca el mar de Tiberíades, hacia un monte desértico cerca de la ciudad de Betsaida para estar a solas. Al enterarse de su partida, mucha gente lo siguió a pie, de forma tal que Jesús se encontró con que había una gran multitud. Compadeciéndose de ellos, Jesús curó a los enfermos y predicó su mensaje a toda la gente. Cuando ya se hacía tarde se le acercaron los discípulos y le dijeron que despidiera a la gente para que fuese a las ciudades vecinas a comprar comida, pero Él respondió: "Denles de comer ustedes mismos" (Lc 9.13 ). Ante la aparente imposibilidad de hacerlo, los apóstoles reflexionaron sobre la situación. Felipe estimó que doscientos denarios no eran suficientes para comprar comida para todos (Un denario podía bien conformar el jornal de un trabajador), mientras que Andrés el Apóstol encontró a un niño que tenía cinco panes de cebada y dos pescados.
Sin preocuparse, Jesús ordenó que todos se sentaran en grupos de cien y de cincuenta. Luego Tomó los cinco panes y los dos peces, pronunció la bendición, y se los dio a sus discípulos para que los distribuyeran entre las personas. Los que comieron fueron cinco mil hombres, pero sin contar a las mujeres ni a los niños.
Cuando todos quedaron saciados, el Cristo ordenó: “Recojan los pedazos que sobran, para que no se pierda nada” (Jn 6.12); y se juntaron doce canastas de sobras.

## Segunda multiplicación
Como el primero, el segundo milagro también tiene lugar en una montaña a orillas del mar de Galilea (lago Tiberíades). Una multitud estuvo durante tres días siguiendo al Maestro, quien curó a "paralíticos, lisiados, ciegos, mudos y muchos otros enfermos". Otra vez, Jesús tuvo compasión de la gente que le había sido tan fiel, y quería darles de comer porque muchos habían venido de lejos y podían desfallecer en el camino. Tomando siete panes, dio las gracias, los partió, y los dio a sus discípulos para que a su vez los repartieran a la gente, que eran unos cuatro mil hombres, otra vez sin contar mujeres y niños. Luego Jesús se subió a una barca y se trasladó a la región de Magadán (Dalmantua).
Jesús sana a muchos. Mateo 15:29-39 (Reina-Valera 1960)
29 Pasó Jesús de allí, y vino junto al mar de Galilea; y subiendo al monte, se sentó allí.
30 Y se le acercó mucha gente que traía consigo a cojos, ciegos, mudos, mancos, y otros muchos enfermos; y los pusieron a los pies de Jesús, y los sanó;
31 de manera que la multitud se maravillaba, viendo a los mudos hablar, a los mancos sanados, a los cojos andar, y a los ciegos ver; y glorificaban al Dios de Israel.
32 Y Jesús, llamando a sus discípulos, dijo: Tengo compasión de la gente, porque ya hace tres días que están conmigo, y no tienen qué comer; y enviarlos en ayunas no quiero, no sea que desmayen en el camino.
33 Entonces sus discípulos le dijeron: ¿De dónde tenemos nosotros tantos panes en el desierto, para saciar a una multitud tan grande?
34 Jesús les dijo: ¿Cuántos panes tenéis? Y ellos dijeron: Siete, y unos pocos pececillos.
35 Y mandó a la multitud que se recostase en tierra.
36 Y tomando los siete panes y los peces, dio gracias, los partió y dio a sus discípulos, y los discípulos a la multitud.
37 Y comieron todos, y se saciaron; y recogieron lo que sobró de los pedazos, doce canastas llenas.
38 Y eran los que habían comido, cuatro mil hombres, sin contar las mujeres y los niños.
39 Entonces, despedida la gente, entró en la barca, y vino a la región de Magdala.

## El pan de vida
La primera multiplicación de los panes abre el capítulo 6 del evangelio de Juan. Más adelante Jesús se encuentra con las mismas personas en la ciudad de Cafarnaún, que habían ido a buscarlo. Jesús les dijo que no fueron a buscarlo por haber visto signos [milagros], sino porque habían comido hasta saciarse, y que tiene que trabajar por el alimento imperecedero “que permanece hasta la Vida eterna” (ver Profecía de Amós 8.11). Ellos contestaron que sus antepasados habían comido del pan de Dios, el maná del desierto, pero el nazareno les contestó que ese pan no era de Moisés —como ellos creían— sino que el verdadero pan descendía del cielo y venía de Dios. Entonces dijo:
"Yo soy el pan de Vida. El que viene a mí jamás tendrá hambre. El que cree en mí jamás tendrá sed." (Jn 6.35 )
"Sus padres, en el desierto, comieron maná y murieron. Pero este es el pan que desciende del cielo, para que aquel que lo coma no muera. Yo soy el pan vivo bajado del cielo. El que coma de este pan vivirá eternamente, y el pan que yo daré es mi carne para la vida del mundo." (Jn 6.51)
"Este es el pan bajado del cielo; no como el que comieron sus padres y murieron. El que coma de este pan vivirá eternamente." (Jn 6.58)
Las Iglesias de tradición apostólica -Católica, Ortodoxa, Copta, Anglicana- asocian a este texto con la Eucaristía:
"El sacramento de esta realidad, es decir, de la unidad del cuerpo y sangre de Cristo, se prepara en el altar del Señor; en algunos lugares, todos los días y en otros, a intervalos... Con la comida y bebida, los hombres buscan apagar su hambre y su sed; pero eso no lo logran en verdad sino con este alimento y bebida, que hace inmortales e incorruptibles a los que lo toman, haciendo de ellos la sociedad misma de los santos, donde existe la paz y unidad plena y perfectas. Por esto -y ya lo han visto antes algunos hombres de Dios- nuestro Señor Jesucristo nos dejó su cuerpo y sangre bajo realidades que se hacen unidad a partir de muchos elementos. En efecto, una de ellas se elabora a partir de muchos granos de trigo y la otra de muchos granos de uva.
Finalmente, explica ya cómo se efectúa ese su comer su cuerpo y beber su sangre. Quien come mi carne y bebe mi sangre, está en mí y yo en él (Jn 6;57). Comer ese manjar y beber esa bebida es lo mismo que permanecer en Cristo y tener a Jesucristo que permanece en sí mismo. Por eso, quien no permanece en Cristo y aquel en quien no permanece Cristo, sin duda alguna, no come ni bebe espiritualmente su cuerpo y sangre, aunque material y visiblemente toque con sus dientes el sacramento del cuerpo y la sangre de Cristo. Por el contrario, come y bebe para su perdición el sacramento de realidad tan augusta, ya que, impuro como es, osa acercarse a los sacramentos de Cristo, que solamente los limpios pueden recibir dignamente. De ellos se dice: Dichosos los limpios de corazón, porque ellos verán a Dios (Mt 5,8)." (San Agustín de Hipona, Comentarios de San Juan 26.15-18)

## Similitudes con la Última Cena
Se ha planteado, además, un paralelismo entre la multiplicación de los panes y la Última Cena. Esta idea se refuerza porque se utilizan los mismos verbos en ambos pasajes, que se puede notar aún sin saber griego viendo el texto resaltado:

ΚΑΙ ΛΑΒΩΝ ΤΟΥΣ ΠΕΝΤΕ ΑΡΤΟΥΣ ΚΑΙ ΤΟΥΣ ΔΥΟ ΙΧΘΥΑΣ ΑΝΑΒΛΕΨΑΣ ΕΙΣ ΤΟΝ ΟΥΡΑΝΟΝ ΕΥΛΟΓΗΣΕΝ ΚΑΙ ΚΑΤ ΕΚΛΑΣΕΝ ΤΟΥΣ ΑΡΤΟΥΣ
Y entonces tomó los cinco panes y los dos peces, y levantando los ojos al cielo, bendijo, y partió los panes.
Mc 6,41

ΚΑΙ ΕΣΘΙΟΝΤΩΝ ΑΥΤΩΝ ΛΑΒΩΝ ΑΡΤΟΝ ΕΥΛΟΓΗΣΑΣ ΕΚΛΑΣΕΝ ΚΑΙ ΕΔΩΚΕΝ ΑΥΤΟΙΣ ΚΑΙ ΕΙΠΕΝ ΛΑΒΕΤΕ ΤΟΥΤΟ ΕΣΤΙΝ ΤΟ ΣΩΜΑ ΜΟΥ
Y mientras comían, tomó pan, y habiéndolo bendecido lo partió, se lo dio a ellos,
Mc 14.22:

## Continuación
El episodio en la vida de Jesús inmediatamente posterior al relatado es cuando camina sobre las aguas.